# Sad Wings of Destiny
A Sand Wings of Destiny a Judas Priest brit heavy metal együttes második nagylemeze, mely 1976-ban jelent meg. A zenekar ezzel a lemezzel alakította ki azt a hangzását, amellyel népszerűvé vált, az olyan dalok, mint a "Victim of Changes" és a "The Ripper" a mai napig a koncertek programján vannak. Ez az egyetlen lemez, melyen Alan Moore dobol.
Jellegzetes, riffekket tarkított zenéje és Rob Halford magas hangú sikítása mellett többféle stílus, hangzás, hangulat keveredése figyelhető meg, melyeket olyan zenekarok inspiráltak, mint a Queen, a Deep Purple, és a Black Sabbath. A  lemez csúcspontja a nyolc perces "Victim of Changes", amely ötvözi magában az összes többi szám erényeit.
Az albumot a kritika jól fogadta, de gyengén fogyott. Akárcsak az első lemezüket, ezt is a Gull adta ki, rendkívül szerény költségvetést biztosítva, amely mellett a zenekar is nélkülözött, ezért ezt követően szerződést bontottak, és leszerződtek a CBS Records-szal. Mindez azzal is járt, hogy az első két album és a hozzá kapcsolódó demófelvételek jogait elvesztették. Később visszatekintve ez a lemez mérföldkőnek volt tekinthető a heavy metal történetében, ugyanis számos későbbi együttest és Judas Priest-albumot is inspirált.

## Háttere
A Judas Priest-et 1969-ben alapították Birminghamben. Az egyik alapító, a basszusgitáros Brian "Bruno" Steppenhill adta a névötletet, valami hasonlót szerettek volna, mint a Black Sabbath. Mindkét együttes ugyanonnan és ugyanakkor indult, csak éppen ők kevesebb sikerrel jártak a kezdetekben. A két gitáros, K.K. Downing és Glenn Tipton állítása szerint az erős riffeket és a komplex dalszerkezetet a birminghami gyárak inspirálták.
Amikor az első lemezt, a Rocka Rollát felvették 1974-ben, az eredeti tagokból már egyik sem játszott a zenekarban. Miután ez az első lemez a tagok szerint is kiábrándítóra sikerült, folytatták a dalok írását és a koncertezést. 1975 októberében megváltak John Hinch dobostól, mert nem voltak elégedettek a teljesítményével – a helyére lépett be Alan Moore, aki már egy korábbi felállásban is játszott.
Még az új album felvételei előtt felléptek a BBC "The Old Grey Whistle Test" című műsorában, ahol a "Dreamer Deceiver / Deceiver" című dalokat adták elő. Ezzel is elégedetlenek voltak, ugyanis a hangerejüket alaposan lekorlátozták. Ekkoriban még nem alakult ki a banda bőrruhás imidzse, hanem a hetvenes évek divatjának megfelelően, elég eklektikusan öltözködtek: magassarkú csizmák, fodros felsők, és fehér kalapok is a ruházat részét képezték. A hosszú hajú Rob Halford a televíziós fellépésre egyenesen a húgától kölcsönzött egy rózsaszín szatén felsőt.

## Felvételek
Akárcsak az előző lemezre, a Gull erre is szűk költségvetést biztosított: az egészre 2000 angol fontot. Ennek köszönhetően a zenekar nélkülözni kényszerült: naponta csak egyszer ettek, többen pedig másodállást is vállaltak: Tipton kertész volt, Downing egy gyárban dolgozott, Hill pedig futárkodott. Így ültek neki az új albumnak, ami a klasszikus rockzenét vegyítette progresszív elemekkel.
A felvételek 1975 novemberében és decemberében zajlottak a walesi Rockfield Studios-ban. A lemez producerei Jeffrey Calvert és Gereint "Max West" Hughes voltak, Chris Tsangarides alkalmi segítségével. Calvert és Hughes voltak a Typically Tropical nevű formáció mögött álló producerek is, akiknek "Barbados" című dala abban az évben listavezető volt. A felvételek általában délután 3-tól hajnali 3-ig tartottak. Az utómunkálatokat a londoni Morgan Studios-ban végezték.
Felvették Joan Baez "Diamonds and Rust" című dalának saját változatát is, mely azonban nem került fel a lemezre, csak demó maradt fenn róla, amit a Gull különféle kiadványokhoz csomagol. A következő lemezre újra felvették.
A borítót Patrick Woodroffe tervezte, amelyen egy bukott angyal látható lángnyelvekkel övezve, nyakában az ördög háromágú keresztjével – ez utóbbi később a zenekar jelképévé vált. A hátsó borítón Halford látható krisztusi pozícióban, mindkét oldalon pedig gótikus betűtípust használtak.

## A dalokról
A közel nyolc perces "Victim of Changes" nyitja a lemezt, mely meglehetősen változatos: lendületes, dupla gitáros kezdés, erős riffek, a vége felé pedig egy lassú, balladisztikus rész is hallható. Maga a dal egy nőről szól, aki az alkoholizmusa miatt elveszíti az őt szerető férfit. A riffeket Halford éneklése szakítja meg, aki a dal legvégén falsetto hangon sikít. Ez a szám két korábbi szerzemény: a Priest "Whiskey Woman"-jének, és Halford korábbi együttesének, a Hiroshimának "Red Light Lady" című dalának egybeolvasztásával keletkezett. Annak ellenére, hogy koncerteken már régóta népszerű volt és létezett belőle több demófelvétel is, nem került fel az első lemezre.
Hasonlóan népszerű a "The Ripper", jellegzetes riffjével, és a Hasfelmetsző Jackről szóló soraival. A "Dreamer Deceiver" és a "Deceiver" szervesen összetartoznak, noha stílusban eléggé elütnek egymástól: előbbi balladisztikus, utóbbi a speed metal előfutárának tekinthető. Egyes korai kiadásokon a "Dreamer Deceiver" szerzői közt feltüntették Al Atkinst is, később ezt levették.
A "Prelude" egy rövid, barokkos instrumentális szerzemény, címe ellenére semmilyen kapcsolata nincs az utána következő "Tyrant"-tel, amely több tempóváltást is tartalmaz. Hasonlóan erős szerzemény a "Genocide", amelynek dalszövegében hallható a "sin after sin", a következő lemez címe. A nyugodt "Epitaph" után szintén egy erős szerzemény, az "Island of Domination" zárja a lemezt.

## Megjelenés
1976. március 23-án jelent meg, ezzel egy időben a lemez támogatására kijött a "The Ripper / Island of Domination" dupla A-oldalas kislemez is. Az Egyesült Államokban a Janus Records terjesztette eleinte – ekkor történt, hogy valamiért felcserélték a lemez A- és B-oldalait, amely a mai napig is így szerepel a legtöbb kiadáson.
Eleinte kis feltűnést keltett a lemez, különösen amiatt, hogy a punk rock ekkoriban különösen népszerű volt, más stílusok rovására. A brit listán a 46. helyig jutott, és csak 1989-ben lett aranylemez. Nagyjából egyszerre jelent meg a késő 70-es évek más jelentős lemezeivel: a Rainbow "Rising" című albumával, valamint a Scorpions "Virgin Killer"-ével.
Az együttesnek elege lett a Gull-ból (pénzügyi elszámolási vita miatt távozott Alan Moore dobos is), viszont a CBS Records felfigyelt rájuk, és jelentősen nagyobb összeget kínált nekik egy új lemez felvételeihez. Ez azt is jelentette, hogy szerződést kellett bontaniuk a Gull-lal, akikre így az első két album jogai, beleértve a demófelvételeket is, rászálltak. Alkalmanként a Gull kiadja a két lemezt, például 1981-ben "Hero, Hero" címmel egybeválogatva. Ezt a lemezt követően egészen a 2008-as Nostradamus albumig háttérbe szorult a progresszív rock az együttes hangzásában.
A borítón látható angyal, mint motívum, felbukkan a Painkiller és az Angel of Retribution lemezeken is.
Amikor Halford egy időre elhagyta az együttest, Tim Owens úgy került a helyére, hogy a meghallgatáskor el kellett énekelnie a "Victim of Changes"-t és a "The Ripper"-t. Ez utóbbiból kapta a becenevét is.

## Számlista

### Eredeti LP változat
A oldal
1. Prelude (Glenn Tipton) – 2:02
2. Tyrant (Rob Halford, Tipton) – 4:28
3. Genocide (Halford, K.K. Downing, Tipton) – 5:51
4. Epitaph (Tipton) – 3:08
5. Island of Domination (Halford, Downing, Tipton) – 4:32

B oldal
1. Victim of Changes (Al Atkins, Halford, Downing, Tipton) – 7:47
2. The Ripper (Tipton) – 2:50
3. Dreamer Deceiver (Atkins, Halford, Downing, Tipton) – 5:51
4. Deceiver (Halford, Downing, Tipton) – 2:40

### CD változat
1. Victim of Changes – 7:47
2. The Ripper – 2:50
3. Dreamer Deceiver – 5:51
4. Deceiver – 2:40
5. Prelude – 2:02
6. Tyrant – 4:28
7. Genocide – 5:51
8. Epitaph – 3:08
9. Island of Domination – 4:32

## Közreműködők
- Rob Halford – ének
- K. K. Downing – gitár
- Glenn Tipton – gitár, piano
- Ian Hill – basszusgitár
- Alan Moore – dob

## Feldolgozások
A Tyrant című dalt az Overkill együttes dolgozta fel Coverkill c. lemezén.
Al Atkins 1998-as szólólemezére felvette a "Victim of Changes"-t.
Egy dal, a "Mother Sun", a lemezzel egy időben született, koncerteken játszották, viszont sosem készült belőle demófelvétel sem. A Portrait nevű svéd együttes 2014-ben elkészítette ennek a feldolgozását.

## Fordítás
- Ez a szócikk részben vagy egészben  a   Sad Wings of Destiny című angol Wikipédia-szócikk ezen változatának fordításán alapul.  Az eredeti cikk szerkesztőit annak laptörténete sorolja fel. Ez a jelzés csupán a megfogalmazás eredetét és a szerzői jogokat jelzi, nem szolgál a cikkben szereplő információk forrásmegjelöléseként.

## Külső hivatkozások
- Judas Priest hivatalos honlap
- Judas Priest myspace oldal